# Maria Elena Ubina
Maria Elena Ubina (* 13. Januar 1995 in New York City) ist eine ehemalige US-amerikanische Squashspielerin.

## Karriere
Maria Elena Ubina spielte von 2009 bis 2015 vereinzelt auf der PSA World Tour. Ihre höchste Platzierung in der Weltrangliste erreichte sie mit Rang 110 im Januar 2014. Ubina gehörte mehrfach zum Kader der US-amerikanischen Nationalmannschaft. Bei den Panamerikanischen Spielen 2011 gewann sie mit Olivia Clyne in Doppelkonkurrenz sowie mit der US-amerikanischen Mannschaft jeweils die Bronzemedaille. Ein Jahr darauf nahm sie mit der Nationalmannschaft an der Weltmeisterschaft in Nîmes teil. Sie kam in drei Begegnungen zum Einsatz und gewann eine ihrer drei Partien. Außerdem wurde sie 2014 in Toluca de Lerdo mit Chris Hanson im Mixed Vize-Panamerikameisterin.
Sie absolvierte ein Studium an der Princeton University, für die sie auch im College Squash aktiv war.

## Erfolge
- Vize-Panamerikameisterin im Mixed: 2014 (mit Chris Hanson)
- Panamerikanische Spiele: 2 × Bronze (Doppel und Mannschaft 2011)